# MetaGer
MetaGer는 개인정보를 보호하는 검색 엔진이다.
독일에 거점이 있으며, 독일의 NGO SUMA-EV - Association for Free Access to Knowledge와 하노버 대학의 협력으로 호스팅중이다.
시스템은 독자적인 24여개의 소규모 Web크롤러 상에 구축되어 있다.

## 특징
유저는 검색엔진을 선택하여 그 외의 옵션(유효성을 확인해 날짜별로 정렬 등)을 자신에게 맞춤으로 검색할 수 있다.
개인정보 보호 관련 특징으로 MetaGer는 암호화 접속 서비스를 통해 접속한다.
2013년 12월에는 Tor의 은닉서비스(b7cxf4dkdsko6ah2.onion/tor/)에 의해 Tor 네크워크에서 MetaGer 검색기능을 이용할 수 있다.
2014년부터는 결과 웹페이지를 익명으로 열 수 있는 Open Anonymously 옵션을 제공한다.
2016년 8월 16일에는 MetaGer 소스 코드는 GitLab상에 공개되었다.

## 같이 보기
- Qwant
- DuckDuckGo